# Marco Macina
Marco Macina (Città di San Marino, 30 settembre 1964) è un ex calciatore sammarinese, di ruolo attaccante.
Al 2024 è l'unico calciatore sammarinese, insieme a Massimo Bonini, ad aver militato in Serie A.

## Carriera

### Club
Giovane promessa del calcio internazionale, dopo aver mosso i primi passi con il Tre Penne, ha vestito le maglie di Bologna, Arezzo, Parma, Milan, Reggiana e Ancona, ma dovette abbandonare l'attività agonistica a 26 anni per complicazioni dovute alla rottura di un legamento del ginocchio destro. In carriera ha totalizzato complessivamente 13 presenze in Serie A, e 51 presenze e 6 reti in Serie B.

### Nazionale
Ha vestito la maglia della nazionale italiana under 16 (prima del 1988, anno di affiliazione della Nazionale sammarinese alla FIFA e all'UEFA, i calciatori sammarinesi erano infatti assimilati agli italiani), vincendo il campionato europeo di categoria nel 1982.

## Statistiche

### Cronologia presenze e reti in nazionale
| Cronologia completa delle presenze e delle reti in nazionale ― San Marino | Cronologia completa delle presenze e delle reti in nazionale ― San Marino | Cronologia completa delle presenze e delle reti in nazionale ― San Marino | Cronologia completa delle presenze e delle reti in nazionale ― San Marino | Cronologia completa delle presenze e delle reti in nazionale ― San Marino | Cronologia completa delle presenze e delle reti in nazionale ― San Marino | Cronologia completa delle presenze e delle reti in nazionale ― San Marino | Cronologia completa delle presenze e delle reti in nazionale ― San Marino |
| Data                                                                      | Città                                                                     | In casa                                                                   | Risultato                                                                 | Ospiti                                                                    | Competizione                                                              | Reti                                                                      | Note                                                                      |
| ------------------------------------------------------------------------- | ------------------------------------------------------------------------- | ------------------------------------------------------------------------- | ------------------------------------------------------------------------- | ------------------------------------------------------------------------- | ------------------------------------------------------------------------- | ------------------------------------------------------------------------- | ------------------------------------------------------------------------- |
| 28-3-1986                                                                 | Serravalle                                                                | San Marino                                                                | 0 – 1                                                                     | Canada                                                                    | Amichevole                                                                | -                                                                         | 70’                                                                       |
| 14-11-1990                                                                | Serravalle                                                                | San Marino                                                                | 0 – 4                                                                     | Svizzera                                                                  | Qual. Euro 1992                                                           | -                                                                         |                                                                           |
| 5-12-1990                                                                 | Bucarest                                                                  | Romania                                                                   | 6 – 0                                                                     | San Marino                                                                | Qual. Euro 1992                                                           | -                                                                         | 46’                                                                       |
| Totale                                                                    |                                                                           | Presenze                                                                  | 3                                                                         |                                                                           | Reti                                                                      | 0                                                                         |                                                                           |

## Palmarès

### Club
- Campionato italiano Serie C1: 1

Ancona: 1987-1988 (girone A)

### Nazionale
- Campionato europeo di calcio Under-16: 1

Italia: 1982